# Bökesjön, Västergötland
Bökesjön är en sjö i Varbergs kommun i Västergötland och ingår i Ätrans huvudavrinningsområde.